# Archidiecezja Salzburga
Archidiecezja Salzburga – archidiecezja Kościoła rzymskokatolickiego w zachodniej Austrii, w kraju związkowym Salzburg. Powstała w VI wieku jako diecezja. Do rangi archidiecezji została podniesiona przez papieża Leona III w 798 roku. Siedzibą arcybiskupa jest Salzburg.
Arcybiskupowi Salzburga przysługuje tytuł Prymasa Germanii (łac. Primas Germaniae). Tytuł pierwszy raz użyty już w średniowieczu, ostatecznie tytuł i prawa z nim związane przejęto po sekularyzacji archidiecezji Magdeburga oraz śmierci ostatniego jej administratora w 1680, tytuł potwierdzony w 1691 przez Stolicę Apostolską. Arcybiskupi Salzburga byli niezależnymi książętami Rzeszy do 1803 roku.

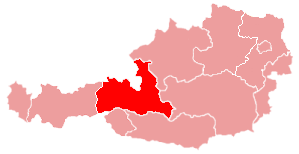
Archidiecezja na mapie administracyjnej Kościoła w Austrii